# Lorenzo Fragola (EP)
Lorenzo Fragola è il primo EP del cantante italiano omonimo, pubblicato il 12 dicembre 2014 dalla Sony Music.

## Il disco
Pubblicato in seguito alla vittoria del cantante all'ottava edizione del talent show X Factor, l'EP contiene l'inedito The Reason Why e cinque brani originariamente interpretati da altri artisti.

## Tracce
1. The Reason Why – 3:02 (testo: Lorenzo Fragola, Michelle Lily Popovic – musica: Lorenzo Fragola, Fausto Cogliati)
2. Good Riddance (Time of Your Life) – 2:14 (testo: Billie Joe Armstrong – musica: Green Day) – originariamente interpretata dai Green Day
3. Impossible – 3:22 (Arnthor Birgisson, Ina Wroldsen) – originariamente interpretata da James Arthur
4. Sweet Nothing – 3:31 (Calvin Harris, Florence Welch, Kid Harpoon) – originariamente interpretata da Calvin Harris
5. How to Save a Life – 4:07 (Isaac Slade, Joe King) – originariamente interpretata dai The Fray
6. Cosa sono le nuvole – 3:08 (Pier Paolo Pasolini) – originariamente interpretata da Domenico Modugno

## Classifica
| Classifica (2014) | Posizione massima |
| ----------------- | ----------------- |
| Italia            | 11                |